# NGC 5901
NGC 5901 é uma estrela na direção da constelação de Boötes. O objeto foi descoberto pelo astrônomo William Parsons em 1854, usando um telescópio refletor com abertura de 72 polegadas. 